# Ladies Open Lausanne 2023 - Qualificazioni singolare
Le qualificazioni del singolare del Ladies Open Lausanne 2023 sono state un torneo di tennis preliminare per accedere alla fase finale della manifestazione. Le vincitrici dell'ultimo turno sono entrate di diritto nel tabellone principale. In caso di ritiro di una o più giocatrici aventi diritto, a queste sono subentrate le Lucky loser, ossia le giocatrici che hanno perso nell'ultimo turno ma che avevano una classifica più alta rispetto alle altre partecipanti che avevano comunque perso nel turno finale.

## Teste di serie
1. Dajana Jastrems'ka (spostata nel tabellone principale)
2. Réka Luca Jani (qualificata)

1. Valentini Grammatikopoulou (qualificata)
2. Chloé Paquet (qualificata)

## Qualificate
1. Dalila Jakupović
2. Réka Luca Jani

1. Valentini Grammatikopoulou
2. Chloé Paquet

### Lucky loser
1. Jenny Dürst

## Tabellone

### Legenda
| - Q = Qualificato - WC = Wild card - LL = Lucky loser | - ALT = Alternate - SE = Special Exempt - PR = Protected Ranking | - w/o = Walkover - r = Ritirato - d = Squalificato |

### Sezione 1
|  | Ultimo turno |                  |                  |   |   |  |
|  |              |                  |                  |   |   |  |
|  | Alt          | Dalila Jakupović | Dalila Jakupović | 6 | 7 |  |
|  | WC           | Jenny Dürst      | Jenny Dürst      | 4 | 5 |  |

### Sezione 2
|  | Ultimo turno |                |                |   |   |  |
|  |              |                |                |   |   |  |
|  | 2            | Réka Luca Jani | Réka Luca Jani | 6 | 6 |  |
|  | PR           | Amandine Hesse | Amandine Hesse | 0 | 3 |  |

### Sezione 3
|  | Ultimo turno |                            |                            |   |   |  |
|  |              |                            |                            |   |   |  |
|  | 3            | Valentini Grammatikopoulou | Valentini Grammatikopoulou | 6 | 6 |  |
|  | WC           | Valentina Ryser            | Valentina Ryser            | 1 | 3 |  |

### Sezione 4
|  | Ultimo turno |              |              |   |   |  |
|  |              |              |              |   |   |  |
|  | 4            | Chloé Paquet | Chloé Paquet | 6 | 6 |  |
|  |              | Carol Zhao   | Carol Zhao   | 2 | 4 |  |